# Gare routière d'Aix-en-Provence
La gare routière d'Aix-en-Provence a été inaugurée en 2014. Opérationnelle depuis avril 2014, elle est entrée en fonctionnement le 2 mai 2014, et se situe à l’extrémité de l’avenue de l’Europe.
Elle est située à 400 mètres de la gare ferroviaire, soit à dix minutes à pied.
Elle est équipée de 20 quais d’embarquement, disposés en épis, d'un système d’information voyageurs dynamique avec un écran sur chaque quai, d'une galerie abritée, d'une circulation sécurisée, d'une buvette ainsi que d'une promenade. Deux des 20 quais sont accessibles aux personnes handicapées. La promenade permet d’aller de l’avenue des Belges à Encagnane.
Chaque jour, elle dessert 40 000 usagers (soit environ huit millions d'usagers dans l'année). La gare compte quotidiennement 1925 rotations, qui se répartissent en près de 1300 mouvements de cars interurbains et 600 mouvements de bus urbains en traversée de la gare routière. La gare a vendu 395 000 titres en 2014.
Au niveau architectural, elle est marquée par une lignée d'arcades métalliques ajourées de l'architecte Jean-Marie Duthilleul et du groupe Arep. Elle est dotée de l'une des plus grandes surfaces verticales végétalisées publiques de France, avec 210 mètres de longueur. Son développement a coûté 21 millions d'euros, et elle a été financée par la Communauté du Pays d'Aix et la région Provence-Alpes-Côte d'Azur à la hauteur de 7,5 millions d'euros chacune et par le Conseil général des Bouches-du-Rhône pour 6 millions d'euros.
La gare est desservie par deux opérateurs principaux :
- le réseau départemental : La Métropole Mobilité
- le réseau express Régional : Zou !

| Lignes Express Régionales          | Nombres de trajets | Nombres de trajets | Km parcourus | Km parcourus | Nombre de voyageurs | Nombre de voyageurs |
| Lignes Express Régionales          | 2014               | 2015               | 2014         | 2015         | 2014                | 2015                |
| ---------------------------------- | ------------------ | ------------------ | ------------ | ------------ | ------------------- | ------------------- |
| Aix-en-Provence-Avignon            | 3 558              | 3 567              | 308 589      | 308 241      | 54 949              | 54 644              |
| Marseille-Aix-Cavaillon-Carpentras | 2 413              | 2 427              | 288 643      | 289 969      | 34 438              | 34 354              |
| Nice-Aix-en-Provence-Marseille     | 3 918              | 3 871              | 861 194      | 851 822      | 115 005             | 113 835             |
| Toulon-Aix-en-Provence             | 4 309              | 4 499              | 369 580      | 382 500      | 90 883              | 91 364              |

Pour des raisons techniques, il est temporairement impossible d'afficher le graphique qui aurait dû être présenté ici.

## Liste des lignes
| Quais | Réseaux             | Lignes - Destinations                                                       |
| ----- | ------------------- | --------------------------------------------------------------------------- |
| 1     | Aix en bus          | 18 - Duranne École                                                          |
| 2     | Aix en bus          | 6 - Parking 3 Bons Dieux                                                    |
| 3     | Aix en bus          | 15 - Europôle de l'Arbois - Duranne École                                   |
| 4     | Pays d'Aix mobilité | 160 - Trets                                                                 |
| 5     | Cartreize           | 25 - Salon-de-Provence                                                      |
| 6     | Cartreize           | Quai de Dépose                                                              |
| 7     | Cartreize           | 51 - Marseille (par RN 8)                                                   |
| 8     | Cartreize           | 50 - Marseille (direct autoroute ou via Brossolette)                        |
| 9     | Cartreize           | 50 - Marseille (direct autoroute ou via Brossolette)                        |
| 10    | Cartreize           | 50 - Marseille (direct autoroute ou via Brossolette)                        |
| 11    | Cartreize           | 40 - Aix-en-Provence TGV - Aéroport Marseille-Provence (via Plan d'Aillane) |
| 12    | Cartreize           | 40 - Aix-en-Provence TGV - Aéroport Marseille-Provence (via Plan d'Aillane) |
| 13    | LER                 | 57 - Carpentras ; 59 - Toulon                                               |
| 14    | LER                 | 60 - Nice ; 65 - Manosque - Forcalquier                                     |
| 15    | LER                 | 68 - Digne - Barcelonnette ; 69 - Sisteron - Gap - Briançon                 |
| 16    | LER                 | 63 - Avignon ; 67 - Riez                                                    |
| 17    | Pays d'Aix mobilité | 240 - Saint-Cannat - Lambesc ; 250 - La Roque d'Anthéron                    |
| 18    | Pays d'Aix mobilité | 100 - Pertuis                                                               |
| 19    | Pays d'Aix mobilité | 210 - Vitrolles - Pierre Plantée                                            |
| 20    | Pays d'Aix mobilité | 120 - Jouques ; 150 - Venelles - Peyrolles - Saint-Paul-lez-Durance         |

| Quais | Réseaux             | Lignes - Destinations                                                                   |
| ----- | ------------------- | --------------------------------------------------------------------------------------- |
| 21    | Aix en bus          | 12 - Couteron Église                                                                    |
| 22    | Aix en bus          | 26 - Éguilles - Complexe Sportif                                                        |
| 23    | Pays d'Aix mobilité | 220 - Z.I. Éguilles - Ventabren - Coudoux ; 260 - Le Puy Sainte-Réparade - Saint-Estève |
| 24    | Aix en bus · LER    | 11 - Village Soleil ; 909 - Cadenet - Lourmarin - Apt                                   |
| 25    | Aix en bus · LER    | 11 - Luynes ; 923 - Pertuis - Pays d'Aigues                                             |
| 26    | Pays d'Aix mobilité | 190 - Bouc-Bel-Air - Simiane-Collongue                                                  |
| 27    | Pays d'Aix mobilité | 200 - Cabriès - Les Pennes-Mirabeau - Plan de Campagne                                  |
| 28    | Cartreize           | 49 - Marseille Arenc                                                                    |